# Българска асоциация по невросонология и мозъчна хемодинамика
Българската асоциация по невросонология и мозъчна хемодинамика (БАНМХ) е основана през 2005 г. като сдружение с нестопанска цел със седалище в София.
То се създава по подобие на Европейското дружество по невросонология и мозъчна хемодинамика по инициатива на проф. Екатерина Титянова, д.м.н.
Сдружението се управлява от управителен съвет (УС) в съответствие с устав, приет от Общото събрание (ОС). То се налага като авторитетна научна организация в България и в чужбина в областта на ултразвуковата диагностика на нервната система и терапевтичния ултразвук в неврологията.
Сдружението има собствено лого, модернизиран интернет сайт с адрес http://www.neurosonology-bg.com/, собствена страница във фейсбук https://www.facebook.com/neurosonologybg

## История
Учредители на сдружението и членове на управителния съвет са:
- проф. Екатерина Титянова, д.м.н. – председател
- проф. Емилия Христова, д.м. – зам. председател
- доц. Ирена Велчева, д.м. – зам. председател
- д-р Соня Каракънева – секретар
- доц. Бойко Стаменов, д.м. – член
- проф. Силва Андонова д.м.н – член
- д-р Ивайло Петров – член и регионален представител за Северна България

Учредители и членове на първия УС (2005 – 2010) са били Галина Михайлова и Константин Титянов, а на втория (2010 – 2015) – д-р Сашо Кастрев
Членове на Контролния съвет са:
- проф. Златка Стойнева, д.м. – председател
- д-р Красимир Кирилов
- д-р Полина Паралчева.

## Цели
Основните цели на БАНМХ, залегнали в устава на сдружението, са насочени към утвърждаване на високи професионални критерии и професионална етика в областта на невросонологията и мозъчната хемодинамика чрез организиране, насърчаване, съдействие и подпомагане на учебно-образователната и научноизследователската дейност в тази насока и други свързани области на медицината в съответствие с Европейските критерии и световните процеси на глобализация. В дългосрочен аспект целта е да се създаде и утвърди българска школа по невросонология, в която знанието може да се съхрани, обогати и развие в полза на здравето на българската нация.

## Ръководни органи на БАНМХ
- Общо събрание – състои се от всички членове на дружеството
- Председател
- Управителен съвет – състои се от 5 до 9 души, избрани от ОС, от които се избира председател, двама заместник-председатели и секретар
- Контролен съвет – състои се от 3 души, избрани от ОС, от които един е председател
- Помощни органи – включват от 5 до 9 асоциирани членове към УС, които се избират от ОС

## Наградни знаци
Номинират се по предложение на УС и ОС.

### „Почетен председател“
проф. д-р Иван Георгиев, д.м.н. (от 2005 – 2016 г.) IN MEMORIAM

### „Почетен лектор“
С този знак са удостоени: проф. Курт Нидеркорн (Австрия), проф. Гюнтер Клайн (Австрия), проф. Е. Бернд Рингелщайн (Германия), проф. Ева Бартел (Германия), проф. Ина Тарка (Финландия), проф. Манфред Капс (Германия), проф. Рюн Ааслид (Швейцария), проф. Марио Зиблер (Германия), проф. Майкъл фон Ройтер (Германия), проф. Вида Демарин (Хърватия), проф. Ласло Циба (Унгария), проф. Натан Борнщайн (Израел), Масимо Дел Сете (Италия), проф. Клаудио Барачини (Италия).

### „Почетен плакет“
Във връзка с годишните юбилеи на БАНМХ (10-и през 2015 г. и 15-и през 2020 г.) с него за удостоени учредителите на БАНМХ, членовете на Управителния и Контролния съвет, партньорски организации – Военномедицинска академия (ВМА), Български лекарски съюз (БЛС), Българско дружество по неврология (БДН), Националната спортна академия „В. Левски“, МУ – Варна, Медицински факултет на СУ и г-жа Йорданка Фандъкова – кмет на Столична община и патрон на Световния форум по невросонология през 2013 г., Българското дружество по ендоваскуларна терапия, Българска академия на науките и изкуствата, издателство „КОТИ“ ЕООД, фирмени организации, журналисти и др.

### „Невросонолог на годината"
Наградата е учредена през 2018 година и се присъжда ежегодно. Носители на първите отличия са: за 2018 г. – проф. Екатерина Титянова, за 2019 г. – д-р Соня Каракънева и за 2020 г. – д-р Ивайло Петров.

## Клонове на БАНМХ в страната
- Клон Северна България
- Клон Южна България

## Форуми на БАНМХ
- Срещи на БАНМХ с международно участие – ежегодно от 2005 – 2013 г.
- Клинични дни на неврологията – ежегодно от 2005 г.
- Обучителни семинари по програми за следдипломно обучение на Световната федерация по неврология – ежегодно от 2005 г.
- 16-и Световен форум по невросонология на Световната федерация по неврология, 17 – 20 октомври 2013 г., София
- Краткосрочни курсове и учебно-практически семинари по програми за СДО на медицинските университети и високоспециализираните дейности в неврологията – ежегодно от 2005 г.
- Международен семинар: „Ултразвуковите технологии – предизвикателства сред младите медици“, финансиран от програмата „Младежта в действие“ на Европейската комисия и администриран от Националния център „Европейски млдежки програми и инициативи“ (Project № BG13/A3.1.2/225/R2), 15 – 20 октомври 2013, София.
- Регионални обучителни курсове на Европейската федерация на неврологичните дружество (2014 г.) на Европейската академия по неврология (2017 г.) в София, България
- Ежегодни национални конгреси на БАНМХ с международно участие – от 2015 г.
- Сателитни симпозиуми „Иновации в медицината“ съвместно с Българската академия на науките и изкуствата – ежегодно от 2015 г.

## Издателска дейност
Периодично научно списание
- Neurosonology and Cerebral Hemodynamics / Невросонология и мозъчна хемодинамика, https://neurosonology.net/. Списанието от 2017 г. е включено в Web of Science и Emerging Sources Citation Index и от 2022 г. има импакт фактор (0,1 за 2022 и 2023 г.). То е акредитирано от Българския лекарски съюз с 5 кредитни точки, категория „Д“.

Към 2020 г. редакционната колегия се състои от:

### Главен редактор:
- Проф. Екатерина Титянова

### Съредактори:
- Проф. Емилия Христова
- Доц. Ирена Велчева

Зам. главни редактори:
- Проф. Клаудио Барачини
- Проф. Курт Нидеркорн

Редакционна колегия
- Проф. Силва Андонова
- Проф. Лъчезар Гроздински
- Проф. Емилия Христова
- Проф. Даниела Любенова
- Проф. Иво Петров
- Доц. Бойко Стаменов
- Проф. Златка Стойнева
- Проф. Ивайло Търнев
- Проф. Силвия Чернинкова
- Проф. Милена Станева

Научни издания
- Ултразвукова диагностика в неврологията – автор Е. Титянова.[5]
- Атлас по невросонология – под редакцията на Е. Титянова, К. Нидеркорн и Е. Христова.
- Национален консенсус по ултразвукова диагностика и поведение при екстракраниална каротидна патология – под редакцията на Е. Титянова, П. Стаменова, К. Гиров, И. Петров, И. Велчева.
- „Българска невросонология. Кой кой е“ Архив на оригинала от 2016-02-10 в Wayback Machine.
- Учебник по нервни болести. Обща неврология под редакцията на Е. Титянова, УИ „Св. Климент Охридски“, 2015
- Национален консенсус за механична тромбектомия при остър исхемичен мозъчен инсулт – под редакцията на И. Петров, Е.Титянова, С. Андонова, Л. Гроздински, Н. Петров, К. Гиров, А. Постаджиян, Л. Спасов, 2016
- Textbook of Nervous Diseases. General Neurology. Edited by E. Titianova. St Kliment Ohrisdski University Press, Sofia, 2017.
- Списание „Невросонология и мозъчна хемодинамика“

## Научна дейност на БАНМХ
За периода 2005 – 2020 година са организирани: 10 научни срещи с международно участие, 6 конгреса, над 40 научни симпозиуми и обучителни курса и 2 обучителни курса на Европейската академия по неврология (2014 – 2017), един световен научен форум и един международен семинар по проект на Европейската комисия. Членовете на сдружението са участвали с над 100 научни статии и над 200 научни съобщения в различни национални и международни научни издания и форуми.

#### Инициатива „Арт терапия“
През 2019 година Асоциацията постави начало на нова инициатива – организиране на изложба на творби на болни с неврологични заболявания и лица в напреднала възраст под надслов „Арт терапия“ – добър пример за обединяване на усилията на професионалистите и хората в неравностойно положение за тяхната адекватна ресоциализация.

## Международни контакти
Сдружението си партнира с Европейската асоциация по невросонология и мозъчна хемодинамика (ESNCH), Изследователската група по невросонология към Световната федерация по неврология (NSRG), Японското дружество по невросонология, Грузинското дружество по невросонология и мозъчна хемодинамика (GSNCH), Медицинския университет в Грац – Австрия, Сръбската национална асоциация по невроангиология, Мексиканския научен институт по неврология и неврохирургия, Финландската академия, Serbian Royal Academy of Sciences and Arts (SCANU) и др.